# Native American chants
Native American chants is een studioalbum van Phil Thornton. Thornton is een muzikant die muziek maakt op de scheidslijn van new agemuziek, ambient, etnische muziek en elektronische muziek. Hij had al uitstapjes gemaakt naar muziek van Australië en Egypte. Met Native American Chants zocht hij het bij de Indianen van Noord-Amerika. De Australische muziek liet hem kennelijk niet los want op dit album bespeelde Thornton onder meer de didgeridoo, een typisch Australisch muziekinstrument. 
Het album zat verpakt in een boekwerkje met een beknopte geschiedenis van de Indianen.

## Musici
- Phil Thornton – blokfluiten, kippenfluitje, didgeridoo, slagwerk, percussie, programmeerwerk

## Muziek
| Nr. | Titel               | Duur  |
| --- | ------------------- | ----- |
| 1.  | Chant               | 7:13  |
| 2.  | Grey owl’s lodge    | 4:35  |
| 3.  | Before the rain     | 4:36  |
| 4.  | Kindred of the wild | 6:16  |
| 5.  | Turtle’s song       | 5:39  |
| 6.  | Earth and water     | 11:13 |
| 7.  | Anahero             | 8:13  |
| 8.  | White rock          | 8:37  |
| 9.  | Wa-Sha-Quon-Asin    | 1:39  |